# Psautier Vespasien
Le psautier dit Vespasien dit aussi de Cantorbéry est un manuscrit enluminé contenant un texte des psaumes, daté du second quart du VIIIe siècle. Il est actuellement conservé à la British Library. 

## Historique
Le manuscrit provient de l'abbaye Saint-Augustin de Cantorbéry. D'après le chroniqueur Thomas Elmham, moine dans cette abbaye au XVe siècle, le manuscrit y est présenté sur le dessus d'un autel de l'église en compagnie de 5 autres manuscrits, censés tous avoir appartenu à Augustin de Cantorbéry. Il est daté entre les années 725 et 750 : à cette époque, les scribes et enlumineurs s'inspirent à la fois des manuscrits contemporains provenant d'Irlande et de Northumbrie mais aussi d'un groupe de manuscrits latins et plus particulièrement italiens arrivés à Cantorbéry au VIe siècle avec la mission grégorienne.
Après la dissolution du monastère en 1538, le manuscrit entre en possession de William Cecil, 1er baron Burghley, puis de Robert Bruce Cotton dont la collection est à l'origine du fonds qui porte son nom à la British Library. Ses ouvrages étaient classés en fonction des bustes d'empereurs qui ornait le dessus de la bibliothèque dans laquelle ils étaient rangés : le psautier Vespasien était rangé dans l'étagère de Vespasien. Robert Cotton a ajouté au recueil un folio, sans aucun rapport avec l'ouvrage original, tiré d'un livre d'heures ayant appartenu à Marguerite d'York.

## Description
Ce psautier est le premier à présenter les psaumes en 8 divisions liturgiques afin de faciliter leur récitation au cours de la semaine. Le psautier contient une miniature de frontispice, déplacée par erreur par la suite en face du psaume 26. Ce même psaume 26 contient une lettrine historiée présentant David et Jonathan se serrant la main et le psaume 52, David combattant le lion.